# BI Андромеды
BI Андромеды (лат. BI Andromedae) — одиночная переменная звезда' в созвездии Андромеды на расстоянии приблизительно 2587 световых лет (около 793 парсеков) от Солнца. Видимая звёздная величина звезды — от +13m до +11,9m.

## Характеристики
BI Андромеды — красная пульсирующая полуправильная переменная S-звезда типа SRB (SRB) спектрального класса S8,8, или S8/4,5v, или S8/4, или S7,5Zr6Ti4', или M6. Эффективная температура — около 3288 K.